# Jan Janga-Tomaszewski
Jan Janga-Tomaszewski (ur. 29 grudnia 1951 w Warszawie, zm. 6 lipca 2021 tamże) – polski kompozytor, aktor filmowy i dubbingowy, wykonawca piosenki aktorskiej.

## Życiorys
W 1976 ukończył studia w Państwowej Wyższej Szkole Teatralnej im. Ludwika Solskiego w Krakowie.
Był wykonawcą piosenki aktorskiej. Znany m.in. z interpretacji twórczości Edwarda Stachury.
Twórczości muzycznej Jana Jangi-Tomaszewskiego został poświęcony film dokumentalny Cud w kamienicy. Ballady Jana Jangi-Tomaszewskiego z 2006.
Zmarł na raka płuc. Jego pogrzeb odbył się 12 lipca 2021 na Cmentarzu Czerniakowskim w Warszawie.

## Jako kompozytor
- 1997: „Dłoń zanurzasz we śnie” – album Anny Marii Jopek Ale jestem[3]
- 1997: Piękna twarz z cyklu 13 bajek z królestwa Lailonii dla dużych i małych[4]
- 1998: Teatr Telewizji – Leśne licho[5]
- 2003: „Dłoń zanurzasz we śnie” – album Anny Marii Jopek Farat[6]
- 2004: album Janga[7]
- 2014: Trashhh (film krótkometrażowy)[5]

## Filmografia
- 2021: Krucjata. Prawo serii – kloszard Muniek (odc. 4)
- 2018: Ojciec Mateusz – Zenon Nagórski (odc. 242)
- 2013: Prawo Agaty – Jan Woźniak, klient Marka Dębskiego
- 2012: Ojciec Mateusz – podejrzany (odc. 95)
- 2007: Kryminalni – Kornel Kubiś (odc. 74)
- 2005: M jak miłość – kucharz Egon Rogala
- 2004: Poza zasięgiem – wujek
- 2004: Glina – malarz Piotr Dominik (odc. 7)
- 2004: Stara baśń – Cis
- 2003: Stara baśń. Kiedy słońce było bogiem – Cis
- 2003: Na Wspólnej – Marek Sawicki
- 2003: Xero – Czarny
- 2001: Kocham Klarę – Wiktor, właściciel klubu, w którym występował Kuba Zalapski
- 2000-2001: Miasteczko – wujek Gieniek
- 1998-2003: Miodowe lata –
  - głos Kosmicznego Kapitana (odc. 28),
  - prawnik Edward Zalewski (odc. 90)
- 1997-1998: 13 posterunek – Wuj
- 1996: Panna Nikt
- 1993: Plecak pełen przygód – Repo
- 1991: Powodzenia, żołnierzyku (Bonne Chance Frenchie) – pianista
- 1989: Kawalerki – sąsiad Tomaszewski
- 1989: Yacht – sąsiad Tomaszewski
- 1988: Królewskie sny – Hińcza
- 1988-1990: Mistrz i Małgorzata (odcinek 2)
- 1987: 07 zgłoś się – Oscar Thomas „Cappuccino” (odc. 19)
- 1987: Wielki Wóz
- 1983: Na odsiecz Wiedniowi
- 1977: Indeks. Życie i twórczość Józefa M.
- 1977: Zakręt – Andrzej, syn Stefana

## Lektor
- 2008: Bram Stoker - Dracula (audiobook)[8]

## Dubbing
- 2014: Noc w muzeum: Tajemnica grobowca – Cecil Fredericks
- 2014: Hobbit: Bitwa Pięciu Armii – Dwalin
- 2013: Hobbit: Pustkowie Smauga – Dwalin
- 2012: Hobbit: Niezwykła podróż – Dwalin
- 2010: Marmaduke – pies na fali – Bosco
- 2008: Małpy w kosmosie – Senator
- 2004: Bionicle 2: Legendy Metru Nui – Nidhiki
- 2004: Rogate ranczo – Rico
- 2002: Planeta skarbów – Scroop
- 2001: Spirited Away: W krainie bogów – Kamaji
- 2000-2001: Przygody Kuby Guzika
- 2000: Ratunku, jestem rybką!
- 1999-2002: Chojrak – tchórzliwy pies – Reżyser Benton Tarantella (III seria)
- 1997-1998: Dzielne żółwie: Następna mutacja
- 1996-1997: Incredible Hulk –
  - Jefferson Whitedeer (odc. 10),
  - Tengzing (odc. 20),
  - Tong (odc. 20)
- 1996: Aladyn i król złodziei – Razul
- 1994-1996: Iron Man: Obrońca dobra – Arnold Brock/Mandaryn
- 1994-1998: Spider-Man – Blade
- 1994: Księżniczka łabędzi (wersja telewizyjna)
- 1994: Aladyn: Powrót Dżafara – Razul
- 1992-1997: X-Men –
  - Omega Red,
  - Barbarus,
  - Czerwony Eryk
- 1992-1993: Rodzina Addamsów
- 1989: Wszystkie psy idą do nieba
- 1988: Oliver i spółka – Karmel
- 1987: Jetsonowie spotykają Flintstonów
- 1984-1985: Tęczowa kraina
- 1977-1980: Kapitan Grotman i Aniołkolatki – Kapitan Grotman
- 1973: Robin Hood – Alan A Dale
- 1968: Asterix i Kleopatra – Abonbofis